# 招摇 (电视剧)
《招摇》（英語：The Legends），2019年中国大陆古装玄幻爱情剧，改编自九鹭非香同名小说。由鄭偉文執導，白鹿、许凯、代旭、肖燕领衔主演。該劇於2017年10月27日開機，2018年2月12日殺青。2019年1月28日，於湖南卫视首播。

## 劇情介紹
講述了萬戮門門主路招搖 (白鹿 )和厲塵瀾 (许凯 )歷經千難萬阻相愛相殺最終走到一起的愛情故事。
路招搖出山之後救下墨青，卻在奪取萬鈞劍時被墨青搶先，路招搖在萬鈞劍出世的巨大衝擊下身受重傷，五年後傷愈回到自己的門派中，發現墨青將自己的門派建立得更加強大。路招搖隱瞞身份，利用墨青對自己的喜歡，讓他去做很多危險的事情。卻在墨青不斷的寵愛中動搖了最初的目的。最後，路招搖和墨青共同打敗了宗門偽善的洛明軒，將他的真面目公之於世。兩人也在大戰之後得以幸福相守。

## 播出时间
| 频道         | 所在地              | 播出日期      | 播出时间                                               | 备注                                  |
| ------------ | ------------------- | ------------- | ------------------------------------------------------ | ------------------------------------- |
| 湖南卫视     | 中国                | 2019年1月28日 | 星期一至三 22:00－23:40（两集连播）                    | 青春进行时                            |
| 爱奇艺       | 中国                | 2019年1月28日 | VIP会员星期一至三 23:00更新2集 非VIP会员次日 22:00转免 |                                       |
| 愛奇藝台灣站 | 臺灣                | 2019年1月28日 | VIP会员星期一至三 23:00更新2集 非VIP会员次日 22:00转免 |                                       |
| 愛爾達綜合台 | 臺灣                | 2020年5月20日 | 星期一至五 20:00 - 21:00                               | 5月25日起，19:00 - 21:00 （兩集連播） |
| dimsum       | - 马来西亚 - 新加坡 | 2019年4月4日  | 全55集上线                                             |                                       |
| 八度空间     | 马来西亚            | 2019年5月14日 | 星期一至五 20:30-21:30                                 | 亚洲精选                              |
| LalaTV       | 日本                | 2020年5月19日 | 星期一至五 08:00~09:00 / 21:30~22:30                   | 每天广播两次                          |
| BS12 TV      | 日本                | 2020年9月7日  | 星期一至五 18:00-19:00                                 |                                       |

## 演员列表

### 主要演员
| 演員 | 角色                           | 介紹 |
| 白鹿 | 路招搖／女魔頭 厲明歌          | 剛出山時，天真無邪、生性率真。於封魔山中初遇欲斬殺魔王之子的洛明軒對其產生愛慕。終出封魔山後，聽著洛明軒對他說的「做好事」，一次機緣下救了遭圍攻而命懸一線的魔王之子厲塵瀾，為因失憶的他另取名「墨青」(但私底下都叫他小醜八怪)，遭到宗門追殺，被洛明軒抓住後嚴刑拷打，姥爺為救招搖遭洛明軒殺害後，發誓從此與宗門對立，成為冷血無情、人人懼怕的女魔頭，並成立萬戮門為其首任門主。 在洛明軒與柳蘇若大婚之日攻打鳳山，以血咒術封印金仙洛明軒。在奪取萬鈞劍的戰役中身受重傷，被琴千弦所救封藏於素山迷陣冰窟，厲塵瀾隨即繼任萬戮門第二任門主。 後為報仇血恨而意外闖入迷陣的琴芷嫣意外以她的血液解封路招搖，亦因此讓路招搖與琴芷嫣形意、氣息相連共生。於解封後，招搖得以謀劃機會重回萬戮門，在一次誤闖入禁地之異空間（棲止地），誤食空空丸，致身形因藥氣副作用，白天身體會轉化透明（初時只有心息相連的琴芷嫣看得到，後厲塵瀾以秘術亦可探查出其身形位置），晚上時才得以恢復正身。重回萬戮門後的路招搖一心欲向厲塵瀾報仇奪回門主之位。在歷經萬難，終發現厲塵瀾對其的一片癡心。 知道洛明軒再次甦醒後，迅至棲止地欲再購置高價至尊版空空丸（以利自身功法可迅速回復），在急需不得已狀況下，以與當地子民字簽紅書結姻（認曹寧為夫）方式取得藥丸吞食。但因至尊版的空空丸而讓她產生致命副作用。在被姜武救下之時，六和天一劍在其混亂中被林子豫奪走。歷經千辛萬苦終斬殺洛明軒，在厲塵瀾封印萬鈞劍，終與其有情人終成眷屬， 育有一子一女，姊姊名為厲明歌，弟弟名為厲明書。 |
| 許凯 | 厲塵瀾／墨青／ 小醜八怪 厲明書 | 魔王之子與其父心魔寄居處，魔王離開前將其兒封印於封魔山。性格隱忍而專情。自魔王封印中傳送出時，慘遭十大宗門圍殲，於命懸一線被路招搖救下，倆人行走江湖中，招搖為其取了“墨青”這個名字（亦被路招搖獨戲稱小醜八怪），兩人相知相惜，後愛上招搖，被誤解卻從不辯解。在招搖奪取萬鈞劍時，體内被封印的力量得以復甦，得到萬鈞劍後成為萬戮門第二任門主。因路招搖心腹司馬容被南月教設計所害，厲塵瀾便隻身絞殺南月教並滅其派（致十大宗門縮變為九大）。歷經千辛萬苦終斬殺洛明軒，並封印萬鈞劍。被居住在棲止地的子游高喊姊夫時，臉上常會出現害羞的笑靨。與招搖有情人終成眷屬。也因為路招搖在棲止地的緣分，因而找到其名義上的父親。 育有一子一女，姊姊名為厲明歌，弟弟名為厲明書。 |
| 代旭 | 姜武／小紅毛／小短毛           | 魔道新秀（為琴千弦因路招搖而產生的心魔所化），行事邪佞，手段狠戾。鋒頭直逼路招搖，人生偶像是路招搖（亦被路十七、路招搖各自戲稱小紅毛、小短毛），人生目標是奪萬戮門，殺厲塵瀾。盤踞在仙魔交界的江州城，遇到被招搖上身的琴芷嫣，被她招搖的行事風格所吸引，希望與其聯手對付厲塵瀾，後喜歡上路招搖（在攻滅萬戮門時，與路、厲二人合議三人共主執事萬戮門，並為第三任門主）。是琴千弦的心魔轉化而出。為了命危的路招搖，甘願捨棄自身心臟與其中內含琴千弦的光明宗師功力。結局為救招搖而遭洛明軒以六合天一劍屠戮。 |
| 肖燕 | 琴芷嫣                         | 宗門弟子，琴瑜之女，玄玉堂的繼承人，十大宗門之一。性格溫柔堅韌。其父親遭聖主柳蘇若設計所害，一心想轉往萬戮門修魔復仇，機緣巧合下與被琴千弦封印的路招搖相識相知。白日琴芷嫣的宗門做派和魔修格格不入，且膽小懦弱，夜晚行事招搖，且大膽，令眾人迷惑不解。喜歡柳滄嶺，但曾因親身目擊且誤以為柳巍是其殺父仇人，最後還是沒跟柳滄嶺在一起，劇終成為萬戮門第四任門主。 |

### 其他演员
| 演員   | 角色            | 介紹 |
| 劉宇橋 | 洛明軒          | 宗門高人，法力高強，因修得不死金身而人稱金仙，柳蘇若之夫。雖處居正派卻可為了名利而不擇手段，初時為去除魔王之子而前往封魔山，卻遭其封印所傷，因此誤釋放厲塵瀾飛出封印地而順勢被路招搖所救，亦有了一面之緣。後為了追殺魔王之子，不惜以曾與招搖之舊情將其擒住拷問，並且還殺害欲救招搖出險的姥爺，從此與招搖對立。在招搖成立萬戮門並被其封印，後讓柳蘇若重新解開封印之後，為報復路招搖不擇手段，搶奪虛宗門的秘術並偷學復功，在最終審判厲塵瀾期間成魔亦失去金仙的不死之身，最終被厲塵瀾跟路招搖斬殺。他愚蠢作死，後人稱為笨蛋。 |
| 米露   | 柳蘇若          | 鑒心門長玉聖主，門主柳巍之妹，洛明軒之妻。處處替洛明軒著想。因一隻性格烈的馬（名逐風），意外馴服之故，而因此與洛明軒相識。頗有野心，在洛明軒遭路招搖封印期間代替其在宗門做主，後和萬戮門北山主袁桀合作，誤取路招搖（因神形及似琴芷嫣）之血欲復活金仙，後發現無效，改使用魔教禁法惑心術控制柳家父子（柳滄嶺與柳巍）欲奪琴氏族人之血，來復活洛明軒，卻害的柳巍修為盡失，成半個廢人。最後誤死於金仙發出的鳳凰之火。 |
| 李子峰 | 琴千弦          | 千塵閣閣主，琴芷嫣之大伯父。相貌俊美，極具慧根。原為千塵閣大弟子，雖為正派卻有惻隱之心，從不斬殺無辜之人，在其師父去世後繼任為閣主；路招搖是他的命中劫數。首次與路招搖相遇（因美名而被路招搖隨手捕獲）時，在萬戮門地牢中被路招搖撩動心弦、動搖凡心，致生心魔。於劍塚一役，暗自將重傷的路招搖救出並冰藏於素山迷陣，也因為宗門之術不可動搖凡心，意外產生心魔，後於迷陣中將心魔剝離意外產生了心魔－姜武。後來因路十七奉路招搖之命意外救其脫險，對路十七直爽赤子之心，漸漸喜歡上路十七。因與姜武決戰，為抑制姜武魔戾之氣致重傷昏迷，前似被姜武搶奪宗師功法（實為以光明功法抑制、轉化其魔性、戾氣）。洛明軒死後因生靈塗炭，為了渡化眾生而犧牲自己（變換為無數光點散於大氣之中），其中一型態幻化成為一隻光蝶飛舞在路十七身旁。 |
| 丁野   | 司馬容          | 萬戮門西山主（其為拯救南月教臥底殺手月珠之命而自願加入萬戮門），足智多謀，特長是專門收集情報，為招搖的左膀右臂，和厲塵瀾情同師兄弟。居於司馬府，戀上南月教委派之臥底殺手月珠，後為救月珠而中計失去雙腿，月珠也在逃亡中拼死救司馬容而喪命；招搖失蹤後，決定隱退並專心研究機關術並造出一個木頭人月珠陪伴自己，並從此以輪椅代步，不料被林子豫設計，放火燒了木頭月珠。最後把機關術用在自己身上，可以離開輪椅自己以雙腿行走。 |
| 张鑫   | 路十七          | 萬戮門東山主，大名路絮織，小名路十七（身存與法術絕緣之態），單純豪爽，處事直接灑脫。在路招搖併吞血煞門時被救出，因救命之恩而對招搖忠心耿耿。但學不了法術，同時法術也傷不了她的體質，後因奉命拯救而逐步喜歡上琴千弦。 |
| 向昊   | 顧晗光          | 萬戮門南山主，曾是宗門人，江湖有名的神醫（其為拯救觀雨樓樓主沈千錦之命而自願加入萬戮門），因人生大志是做天下第一的醫者，讓所有人都逃出閻王的掌心，因此人稱“閻王愁”。刀子口豆腐心，嘴上雖總唸叨卻不厭其煩的醫治厲塵瀾。曾與沈千錦相愛，為了救沈千錦作為交換，一輩子待在萬戮門當大夫，並偷偷匿名醫治沈千錦，在江湖上亦隱姓埋名。最後為了幫厲塵瀾跟虛宗門主江河求藥而被江河故意關押，卻不料江河已被洛明軒害死，在地牢中因洛明軒刺傷的傷口而感染（破傷風）死亡。 |
| 楊澤   | 柳滄嶺          | 鑒心門少主，雖為少主卻不被鑒心門寵愛。和琴芷嫣是青梅竹馬，兩家雖有聯姻也與其相愛，卻因種種困難而無法在一起。被使用禁法惑心術的柳蘇若控制柳家父子，使其父刺殺琴芷嫣父親，而從此與琴芷嫣有道跨不出的牆。在虛宗門被滅門時，救下了唯一存活的弟子。洛明軒死後，與其妻育有一子。 |
| 葉思偉 | 錦繡公子        | 素來閒散，不思修煉正經功法，成日琢磨駐顏之術，而容顏俊美。後來妄想成為宗門之首，跟心魔姜武勾結，攻打千塵閣，導致琴千弦昏迷不醒。心繫清音閣閣主唐韻。最後遭洛明軒重傷，一瞬白髮，容顏不再，但也體悟人生大道。 |
| 王梓桐 | 唐韻            | 清音閣閣主。與錦繡公子走的很近。在最終審判厲塵瀾時，洛明軒殺死了她。 |
| 于潼   | 沈千錦          | 觀雨樓樓主，宗門裡唯一一個只有女弟子的門派，曾與顧晗光還在宗門時相愛。因觀雨樓的功法不得動情，動情則會導致公法反噬寒毒侵體，顧晗光為救她，遂以針療令其失憶忘記前緣。失憶期間多年尚受顧晗光匿名照護脫去寒噬，在不知是其醫治的情況下，與其多年通信卻從未見上一面。後逐漸記起兩人之前塵往事，自廢觀雨樓門派功法，卸下樓主職位，跟顧晗光在一起。顧唅光死後，時常自己一人對弈。多年後，仍獨留萬戮門。 |
| 尹雨航 | 林子豫          | 棲止地子民林子游的姐姐，同為早期血煞門的藥人（後被路招搖拯救回萬戮門）。在到達萬戮門後因功逐漸升任為暗羅衛長，後因叛變被厲塵瀾撤換，因愛慕厲塵瀾而處處找琴芷嫣與路招搖麻煩。後跟北山門主謀劃叛變，被路招搖跟路十七阻止。事敗轉投靠宗門，並將六和天一劍交給復生後之洛明軒。最後死在路十七手上。 |
| 傅迦   | 袁桀            | 萬戮門北山主，因其妻女被宗門所殺（後被路招搖拯救回萬戮門）因感恩後而加入萬戮門，對招搖十分忠心。後因故轉與宗門勾結對付門主厲塵瀾，而被關入地牢。後在獄中與林子豫合謀叛變欲奪萬戮門主之位，兵敗而被厲塵瀾處決。 |
| 武麟   | 阿大            | 厲塵瀾貼身侍衛，忠心耿耿，被派去專門保護琴芷嫣的安全。在前衛長林子豫遭門主撤換後，成為新萬戮門暗羅衛長。最後決戰中被姜武殺死。 |
| 林子幸 | 小塌鼻子        | 在萬戮門中奉命看守禁地的高級門徒，愚魯可愛，多次無意慘遭門主遷怒而被打被罰，由於幽默情節突出，是劇中暗羅衛中較為出彩的小丑角色。 |
| 宫海滨 | 雄天            | 宿南門門主。時常跟在望星門門主遲天明身邊。 |
| 阮浩棕 | 宋毅            | 姜武的貼身親信，與李恩三人是結拜兄弟，最後為了给姜武報仇，死於魔化的洛明軒手中。 |
| 刘玉翠 | 獨孤修          | 南月教教主，月珠師父，以暗器廢了司馬容雙腿。 |
| 洪剑涛 | 姥爺            | 路招搖之姥爺，十分疼愛及保護招搖，後為救招搖慘遭洛明軒毒手。 |
|        | 寒月            | 柳蘇若的手下。 |
| 金珈   | 江河            | 虛空門門主（醫藥門派），極不願參與宗門爭鬥。與萬戮門南山主顧晗光曾是師兄弟，每隔一年都會互出藥題，讓行醫人解題。為解江家血脈詛咒，凡虛空門門主（江姓氏族），都難活過三十歲。在金仙洛明軒落難之時，出手搭救，之後計畫搶奪洛明軒金仙之體，企圖以金仙之體承受江姓氏族秘術力量，卻遭洛明軒反噬而滅。後門派亦順遭其滅派。 |
| 劉鈺瑾 | 月珠 木頭人月珠 | 司馬容的曾經的愛人。後被司馬容因思戀之心，以機關術重製出一木頭機關人（外型模樣極似前戀人月珠），後因故自焚於火場之中。 |

## 电视原声带
| 曲序 | 曲目                 |        | 作曲   | 编曲             | 演唱           |
| ---- | -------------------- | ------ | ------ | ---------------- | -------------- |
| 1.   | 招摇（主题曲）       | 孟令楠 | 胡莎莎 | 程恢泓、田园芳雄 | 陈楚生、胡莎莎 |
| 2.   | 路之遥（片尾曲）     | 林乔   | 陈雪燃 | 陈雪燃           | 丁丁           |
| 3.   | 未央夜（男主角插曲） | 郑志焕 | 周富坚 | 冯聪             | 袁野           |
| 4.   | 宿命（插曲）         | 宜宝   | 脱景麟 | 冯聪             | 邓鼓           |
| 5.   | 一起（插曲）         | 孟令楠 | 赵贝尔 | 黄宇弘           | 丁丁           |

## 收視率
| 中国 湖南卫视 首播收视率 |               |        |          |        |           |           |           |           |           |           |                                                          |
| 集數                     | 播出日期      | CSM55  | CSM55    | CSM55  | CSM全国网 | CSM全国网 | CSM全国网 | CSM16省网 | CSM16省网 | CSM16省网 | 備註                                                     |
| 集數                     | 播出日期      | 收視率 | 收視份額 | 排名   | 收視率    | 收視份額  | 排名      | 收視率    | 收視份額  | 排名      | 備註                                                     |
| 1-2                      | 2019年1月28日 | 0.882  | 6.252    | 5      | 0.78      | 6.41      | 3         | 0.658     | 5.435     | 3         | [ 6 ]                                                    |
| 3-4                      | 2019年1月30日 | 0.786  | 5.737    | 5      | 0.69      | 5.95      | 5         | 0.666     | 5.816     | 3         |                                                          |
| 不適用                   | 2019年1月31日 | 不適用 | 不適用   | 不適用 | 不適用    | 不適用    | 不適用    | 不適用    | 不適用    | 不適用    | CCTV-8《上将洪学智》完結，《暖暖的幸福》同日開播         |
| 5-6                      | 2019年2月5日  | 0.59   | 3.903    | 1      | 0.6       | 4.49      | 2         | 0.599     | 4.632     | 1         |                                                          |
| 7-8                      | 2019年2月6日  | 0.6    | 4.138    | 4      | 0.56      | 4.43      | 3         | 暫缺      | 暫缺      | 暫缺      |                                                          |
| 9-10                     | 2019年2月11日 | 0.778  | 5.628    | 2      | 0.54      | 4.29      | 3         | 0.537     | 4.391     | 3         |                                                          |
| 11-12                    | 2019年2月12日 | 0.72   | 5.27     | 7      | 0.57      | 4.79      | 5         | 0.525     | 4.367     | 3         | CCTV-8《暖暖的幸福》完結，《刘家媳妇》同日開播           |
| 13-14                    | 2019年2月13日 | 0.797  | 5.721    | 5      | 0.7       | 5.87      | 4         | 0.677     | 5.984     | 3         | [ 7 ]                                                    |
| 15-16                    | 2019年2月18日 | 0.858  | 5.991    | 4      | 0.6       | 4.66      | 3         | 0.503     | 3.963     | 3         |                                                          |
| 17-18                    | 2019年2月19日 | 0.76   | 6.558    | 2      | 0.55      | 5.7       | 2         | 0.441     | 5.063     | 2         |                                                          |
| 19-20                    | 2019年2月20日 | 0.654  | 4.665    | 7      | 0.44      | 3.69      | 5         | 0.367     | 3.138     | 6         |                                                          |
| 21-22                    | 2019年2月25日 | 0.698  | 5.488    | 7      | 0.4       | 3.94      | 8         | 0.42      | 4.157     | 4         | CCTV-8《刘家媳妇》完結                                   |
| 23-24                    | 2019年2月26日 | 0.636  | 5.035    | 7      | 0.37      | 3.59      | 9         | 0.395     | 3.687     | 4         | CCTV-8《最美的青春》三輪開播                             |
| 25-26                    | 2019年2月27日 | 0.639  | 4.945    | 7      | 0.41      | 3.95      | 8         | 0.431     | 4.031     | 4         |                                                          |
| 27-28                    | 2019年3月4日  | 0.718  | 6.14     | 7      | 0.41      | 4.54      | 7         | 0.464     | 5.045     | 4         |                                                          |
| 29-30                    | 2019年3月5日  | 0.671  | 5.422    | 9      | 0.41      | 4.33      | 8         | 0.446     | 4.502     | 6         |                                                          |
| 31-32                    | 2019年3月6日  | 0.597  | 5.06     | 9      | 0.46      | 4.87      | 8         | 0.376     | 3.971     | 7         |                                                          |
| 不適用                   | 2019年3月7日  | 不適用 | 不適用   | 不適用 | 不適用    | 不適用    | 不適用    | 不適用    | 不適用    | 不適用    | 浙江《小女花不弃》完結                                   |
| 不適用                   | 2019年3月10日 | 不適用 | 不適用   | 不適用 | 不適用    | 不適用    | 不適用    | 不適用    | 不適用    | 不適用    | CCTV-8《最美的青春》三輪完結，《有個地方叫馬蘭》同日開播 |
| 33-34                    | 2019年3月11日 | 0.575  | 5.571    | 8      | 0.44      | 5.58      | 8         | 0.393     | 4.826     | 6         |                                                          |
| 35-36                    | 2019年3月12日 | 0.646  | 5.892    | 7      | 0.4       | 4.74      | 9         | 0.435     | 5.266     | 6         | 浙江《重耳传奇》開播                                     |
| 37-38                    | 2019年3月13日 | 0.653  | 5.93     | 7      | 0.43      | 4.86      | 8         | 0.456     | 5.363     | 6         |                                                          |
| 39-40                    | 2019年3月18日 | 0.68   | 5.849    | 7      | 0.42      | 4.71      | 9         | 0.475     | 5.028     | 6         |                                                          |
| 41-42                    | 2019年3月19日 | 0.636  | 5.489    | 8      | 0.38      | 4.12      | 10        | 0.443     | 4.614     | 7         | CCTV-8《有個地方叫馬蘭》完結                             |
| 43-44                    | 2019年3月20日 | 0.604  | 5.082    | 7      | 0.4       | 4.26      | 9         | 0.392     | 4.042     | 7         | CCTV-8《让我听懂你的语言》開播                           |
| 45-46                    | 2019年3月25日 | 0.636  | 5.935    | 5      | 0.36      | 4.37      | 8         | 0.378     | 4.421     | 6         |                                                          |
| 47-48                    | 2019年3月26日 | 0.621  | 5.653    | 6      | 0.39      | 4.51      | 7         | 0.42      | 4.546     | 6         |                                                          |
| 49-50                    | 2019年3月27日 | 0.665  | 5.164    | 6      | 0.4       | 5.45      | 8         | 0.421     | 5.313     | 6         |                                                          |
| 不適用                   | 2019年3月31日 | 不適用 | 不適用   | 不適用 | 不適用    | 不適用    | 不適用    | 不適用    | 不適用    | 不適用    | CCTV-8《让我听懂你的语言》完結                           |
| 51-52                    | 2019年4月1日  | 0.532  | 5.106    | 8      | 0.32      | 3.87      | 12        | 暫缺      | 暫缺      | 暫缺      | CCTV-8《面具背后》開播                                   |
| 53-54                    | 2019年4月2日  | 0.66   | 6.111    | 8      | 0.39      | 4.63      | 7         | 0.446     | 5.083     | 6         |                                                          |
| 55                       | 2019年4月3日  | 0.644  | 5.906    | 8      | 0.44      | 5.05      | 7         | 0.452     | 5.078     | 6         |                                                          |
| 平均收視                 | 平均收視      | 0.675  | 5.461    | 不適用 |           |           | 不適用    |           |           | 不適用    |                                                          |

1. 同时段或交叉时段主要节目：
  - CCTV-8：《上将洪学智》／《暖暖的幸福》／《刘家媳妇》／《最美的青春》／《有個地方叫馬蘭》／《让我听懂你的语言》／《面具背后》
  - 浙江：《小女花不弃》／《重耳传奇》
2. 数据由广视索福瑞提供，调查范围为四岁以上之观众。
3. 以上收视排名包括央视在内。CSM16省网排名不含央视
4. 收視最低的集數以藍色表示，收視最高的集數以紅色表示
5. 资料来源：卫视这些事儿、TV未知数、数据狮、卫视走光了

## 電視節目的變遷
| 中国 湖南卫视 青春进行时 · 2月4日 暫停播映 · 2月19日 22:45－23:50                                 | 中国 湖南卫视 青春进行时 · 2月4日 暫停播映 · 2月19日 22:45－23:50 | 中国 湖南卫视 青春进行时 · 2月4日 暫停播映 · 2月19日 22:45－23:50 |
| ------------------------------------------------------------------------------------------------- | ----------------------------------------------------------------- | ----------------------------------------------------------------- |
|                                                                                                   | 招摇 （2019年1月28日－2019年4月3日）                              |                                                                   |
| 火王之破晓之战 （2018年11月26日－2018年12月18日）火王之千里同风 （2018年12月18日－2019年1月23日） | 封神演义 （2019年4月8日－2019年6月3日）                           |                                                                   |

| 马来西亚 八度空間 亚洲精选 星期一至五 20:35－21:30   | 马来西亚 八度空間 亚洲精选 星期一至五 20:35－21:30 | 马来西亚 八度空間 亚洲精选 星期一至五 20:35－21:30 |
| ---------------------------------------------------- | -------------------------------------------------- | -------------------------------------------------- |
|                                                      | 招摇 （2019年5月14日一2019年7月29日） P13          |                                                    |
| 三国机密之潜龙在渊 （2019年2月26日－2019年5月13日）  | 天乩之白蛇传说 （2019年7月30日一2019年10月21日）   |                                                    |
| 星期一至五 10:30 - 11:30 10月29日 暂停播映           |                                                    |                                                    |
| 福尔摩师奶（重播） （2020年7月21日 - 2020年8月24日） | 招摇（重播） （2020年8月25日 - 2020年11月10日）    | —                                                  |